# Коледжове
Коледжо̀ве (на италиански: Collegiove) е село и община в Централна Италия, провинция Риети, регион Лацио. Разположено е на 1001 m надморска височина. Населението на общината е 156 души (към 2010 г.).